# Olympische Jugend-Sommerspiele 2014/Boxen
Bei den Olympischen Jugend-Sommerspielen 2014 in der chinesischen Metropole Nanjing wurden dreizehn Wettbewerbe im Boxen ausgetragen.
Die Wettbewerbe fanden vom 23. bis zum 27. August im Nanjing International Expo Center statt. Zum ersten Mal wurden auch Mädchen-Wettbewerbe ausgetragen, jedoch nur in drei Gewichtsklassen.

## Jungen

### Halbfliegengewicht (46–49 kg)
| Platz | Land | Athlet           |
| ----- | ---- | ---------------- |
| 1     | AZE  | Rüfət Hüseynov   |
| 2     | UZB  | Sulaymon Latipov |
| 3     | JPN  | Subaru Murata    |

Die Finalwettkämpfe wurden vom 24. bis 27. August ausgetragen.

### Fliegengewicht (bis 52 kg)
| Platz | Land | Athlet           |
| ----- | ---- | ---------------- |
| 1     | USA  | Shakur Stevenson |
| 2     | CHN  | Lü Ping          |
| 3     | GBR  | Muhammad Ali     |

Die Finalwettkämpfe wurden vom 24. bis 27. August ausgetragen.

### Bantamgewicht (bis 56 kg)
| Platz | Land | Athlet          |
| ----- | ---- | --------------- |
| 1     | CUB  | Javier Ibáñez   |
| 2     | BUL  | Dushko Mihaylov |
| 3     | GBR  | Peter McGrail   |

Die Finalwettkämpfe wurden vom 24. bis 27. August ausgetragen.

### Leichtgewicht (bis 60 kg)
| Platz | Land | Athlet                |
| ----- | ---- | --------------------- |
| 1     | KAZ  | Abylaichan Schüssipow |
| 2     | CUB  | Alain Limonta Boudet  |
| 3     | HUN  | Richard Konnyu        |

Die Finalwettkämpfe wurden vom 24. bis 27. August ausgetragen.

### Halbweltergewicht (bis 64 kg)
| Platz | Land | Athlet            |
| ----- | ---- | ----------------- |
| 1     | ITA  | Vincenzo Arecchia |
| 2     | JPN  | Toshihiro Suzuki  |
| 3     | TUR  | Adem Furkan Avcı  |

Die Finalwettkämpfe wurden vom 24. bis 27. August ausgetragen.

### Weltergewicht (bis 69 kg)
| Platz | Land | Athlet                |
| ----- | ---- | --------------------- |
| 1     | UZB  | Bektemir Meliqoʻziyev |
| 2     | DOM  | Juan Solano           |
| 3     | ITA  | Vincenzo Lizzi        |

Die Finalwettkämpfe wurden vom 24. bis 27. August ausgetragen.

### Mittelgewicht (bis 75 kg)
| Platz | Land | Athlet           |
| ----- | ---- | ---------------- |
| 1     | UKR  | Ramil Hadschyew  |
| 2     | RUS  | Dmitrii Nesterov |
| 3     | CRO  | Luka Plantić     |

Die Finalwettkämpfe wurden vom 24. bis 27. August ausgetragen.

### Halbschwergewicht (bis 81 kg)
| Platz | Land | Athlet          |
| ----- | ---- | --------------- |
| 1     | BUL  | Blagoy Naydenov |
| 2     | KAZ  | Vadim Kazakov   |
| 3     | ARM  | Narek Manasyan  |

Die Finalwettkämpfe wurden vom 24. bis 27. August ausgetragen.

### Schwergewicht (bis 91 kg)
| Platz | Land | Athlet                         |
| ----- | ---- | ------------------------------ |
| 1     | CUB  | Yordan Alain Hernández Morejón |
| 2     | CRO  | Toni Filipi                    |
| 3     | IRL  | Michael Gallagher              |

Die Finalwettkämpfe wurden vom 24. bis 27. August ausgetragen.

### Superschwergewicht (über 91 kg)
| Platz | Land | Athlet            |
| ----- | ---- | ----------------- |
| 1     | GER  | Peter Kadiru      |
| 2     | USA  | Darmani Rock      |
| 3     | RUS  | Marat Karimkhanov |

Die Finalwettkämpfe wurden vom 24. bis 27. August ausgetragen.

## Mädchen

### Fliegengewicht (48–51 kg)
| Platz | Land | Athlet        |
| ----- | ---- | ------------- |
| 1     | CHN  | Chang Yuan    |
| 2     | ITA  | Irma Testa    |
| 3     | TUR  | Neriman Istik |

Die Finalwettkämpfe wurden vom 24. bis 26. August ausgetragen.

### Leichtgewicht (57–60 kg)
| Platz | Land | Athlet           |
| ----- | ---- | ---------------- |
| 1     | USA  | Jajaira Gonzalez |
| 2     | IRL  | Ciara Ginty      |
| 3     | SWE  | Agnes Alexiusson |

Die Finalwettkämpfe wurden vom 24. bis 26. August ausgetragen.

### Mittelgewicht (69–75 kg)
| Platz | Land | Athlet          |
| ----- | ---- | --------------- |
| 1     | POL  | Elzbieta Wojcik |
| 2     | TPE  | Chen Nien-Chin  |
| 3     | AUS  | Caitlin Parker  |

Die Finalwettkämpfe wurden vom 24. bis 26. August ausgetragen.

## Medaillenspiegel
|        | Medaillenspiegel        | Medaillenspiegel | Medaillenspiegel | Medaillenspiegel | Medaillenspiegel |
| Platz  | Land                    | G                | S                | B                | Gesamt           |
| ------ | ----------------------- | ---------------- | ---------------- | ---------------- | ---------------- |
| 1      | Kuba                    | 2                | 1                | –                | 3                |
| 1      | Vereinigte Staaten      | 2                | 1                | –                | 3                |
| 3      | Italien                 | 1                | 1                | 1                | 3                |
| 4      | Bulgarien               | 1                | 1                | –                | 2                |
| 4      | China                   | 1                | 1                | –                | 2                |
| 4      | Kasachstan              | 1                | 1                | –                | 2                |
| 4      | Usbekistan              | 1                | 1                | –                | 2                |
| 8      | Aserbaidschan           | 1                | –                | –                | 1                |
| 8      | Deutschland             | 1                | –                | –                | 1                |
| 8      | Polen                   | 1                | –                | –                | 1                |
| 8      | Ukraine                 | 1                | –                | –                | 1                |
| 12     | Kroatien                | –                | 1                | 1                | 2                |
| 12     | Irland                  | –                | 1                | 1                | 2                |
| 12     | Japan                   | –                | 1                | 1                | 2                |
| 12     | Russland                | –                | 1                | 1                | 2                |
| 16     | Chinesisch Taipeh       | –                | 1                | –                | 1                |
| 16     | Dominikanische Republik | –                | 1                | –                | 1                |
| 18     | Vereinigtes Königreich  | –                | –                | 2                | 2                |
| 18     | Türkei                  | –                | –                | 2                | 2                |
| 20     | Armenien                | –                | –                | 1                | 1                |
| 20     | Australien              | –                | –                | 1                | 1                |
| 20     | Ungarn                  | –                | –                | 1                | 1                |
| 20     | Schweden                | –                | –                | 1                | 1                |
| Gesamt | Gesamt                  | 13               | 13               | 13               | 39               |